# George Ferguson (jégkorongozó)
George Stephen Ferguson (Kanada, Ontario, Trenton, 1952. augusztus 22. – 2019. december 16.) kanadai jégkorongozó.

## Pályafutása
Komolyabb junior karrierjét az OHL-es Oshawa Generalsban kezdte 1969–1970-ben. A következő szezon közben átigazolt a szintén OHL-es Toronto Marlborosba, ahol 1972-ig játszott. Az 1972-es NHL-amatőr drafton a Toronto Maple Leafs választotta ki az első kör 11. helyén. Felnőtt pályafutását egyből a Toronto Maple Leafsben kezdte de a következő szezonban leküldték a CHL-es Oklahoma City Blazersbe, ám jó játékának köszönhetően ismét felhívták a Leafsbe, ahol aztán 1978-ig játszott. Legjobb idényében 49 pontot szerzett. 1978–1983 között a Pittsburgh Penguins játékosa volt: legjobb idényében 53 pontot szerzett. Az 1982–1983-as szezon elején átkerült a Minnesota North Starsba, ahol a következő szezonban is játszott majd visszavonult.

## Statisztika
| 1969–70             | Oshawa Generals       | OHA                 | 49  | 19  | 21  | 40  | 20  | —  | —  | —  | —  | —  |
| 1970–71             | Toronto Marlboros     | OHA                 | 53  | 12  | 15  | 27  | 83  | —  | —  | —  | —  | —  |
| 1971–72             | Toronto Marlboros     | OHA                 | 62  | 36  | 56  | 92  | 104 | —  | —  | —  | —  | —  |
| 1972–73             | Toronto Maple Leafs   | NHL                 | 72  | 10  | 13  | 23  | 34  | —  | —  | —  | —  | —  |
| 1973–74             | Toronto Maple Leafs   | NHL                 | 16  | 0   | 4   | 4   | 4   | 3  | 0  | 1  | 1  | 2  |
| 1973–74             | Oklahoma City Blazers | CHL                 | 35  | 16  | 33  | 49  | 21  | —  | —  | —  | —  | —  |
| 1974–75             | Toronto Maple Leafs   | NHL                 | 69  | 19  | 30  | 49  | 61  | 7  | 1  | 0  | 1  | 7  |
| 1975–76             | Toronto Maple Leafs   | NHL                 | 79  | 12  | 32  | 44  | 76  | 10 | 2  | 4  | 6  | 2  |
| 1976–77             | Toronto Maple Leafs   | NHL                 | 50  | 9   | 15  | 24  | 24  | 9  | 0  | 3  | 3  | 7  |
| 1977–78             | Toronto Maple Leafs   | NHL                 | 73  | 7   | 16  | 23  | 37  | 13 | 5  | 1  | 6  | 7  |
| 1978–79             | Pittsburgh Penguins   | NHL                 | 80  | 21  | 29  | 50  | 37  | 7  | 2  | 1  | 3  | 0  |
| 1979–80             | Pittsburgh Penguins   | NHL                 | 73  | 21  | 28  | 49  | 36  | 5  | 0  | 3  | 3  | 4  |
| 1980–81             | Pittsburgh Penguins   | NHL                 | 79  | 25  | 18  | 43  | 42  | 5  | 2  | 6  | 8  | 9  |
| 1981–82             | Pittsburgh Penguins   | NHL                 | 71  | 22  | 31  | 53  | 45  | 5  | 0  | 1  | 1  | 0  |
| 1982–83             | Pittsburgh Penguins   | NHL                 | 7   | 0   | 0   | 0   | 2   | —  | —  | —  | —  | —  |
| 1982–83             | Minnesota North Stars | NHL                 | 65  | 8   | 12  | 20  | 14  | 9  | 0  | 3  | 3  | 4  |
| 1983–84             | Minnesota North Stars | NHL                 | 63  | 6   | 10  | 16  | 19  | 13 | 2  | 0  | 2  | 2  |
| Összesen az NHL-ben | Összesen az NHL-ben   | Összesen az NHL-ben | 797 | 160 | 238 | 398 | 431 | 86 | 14 | 23 | 37 | 44 |